# Banco Europeo de Finanzas
La European Bank of Finance (BEF) è una banca spagnola partecipata al 100% da Unicaja Banco. Ha sede a Malaga. È stato fondato nel 2007 da diverse casse di risparmio andaluse. È una banca d'investimento privata.
Le attività del BEF sono finanziamenti aziendali e grandi progetti di investimento e infrastrutture, gestione di partecipazioni industriali, progetti di interesse comune e gestione delle collezioni e pagamenti centralizzati e tesoreria delle amministrazioni andaluse.